# 桐生千弘
桐生 千弘（きりゅう ちひろ）は、日本の女性シンガーソングライターで、バンド「VELVET PΛW」の元メンバーである。

## 来歴
80年代から90年代初頭にかけて活動されていたガールズ・ロック・バンド、VELVET PΛWのリーダー兼ドラマーであり、バンド解散後に作曲家として活動を開始し、90年代後半のテレビアニメに多くの楽曲を提供していた。
1997年、chihiro名義でソロ歌手活動を開始し、たまごっちのテーマソングに起用された「大きくなりたい」をスプリット・シングルとしてリリース。
1999年、自身初となるソロシングル「Honey」をリリース。本曲はテレビアニメ『カードキャプターさくら』のエンディング・テーマに起用された。

## ディスコグラフィ

### シングル
|   | 発売日        | タイトル                    | 規格品番   |
| - | ------------- | --------------------------- | ---------- |
| ※ | 1997年3月28日 | アイのきもち/大きくなりたい | AYDM-133   |
| 1 | 1999年5月21日 | Honey                       | VIDL-30423 |

### 楽曲提供
- 川西幸一
  - リキッドマン（歌詞共作）
- 新機動戦記ガンダムWキャラクターソング
  - ずっとひみつ / リリーナ・ドーリアン (矢島晶子)（作詞・作曲・編曲）
- 森岡純
  - 終らない物語（作曲）- テレビアニメ『世界名作劇場 名犬ラッシー』オープニングテーマ
  - 少年の丘（作曲）- テレビアニメ『世界名作劇場 名犬ラッシー』エンディングテーマ
- 横山智佐
  - 不思議な日々に会いましょう（作曲・編曲）
  - これが恋かな（作詞・作曲・編曲）
- 宮村優子
  - The song for girl（作曲・編曲）
- 浜崎直子
  - Angel Blue（作曲・編曲）
  - Round 11（作曲・編曲）
- 久川綾
  - あしたさよなら（作詞・作曲）
- 奥菜恵
  - Refugee（作詞・作曲・編曲）
- カードキャプターさくらキャラクターソング
  - ずっとずっとずっと / 木之本桜（丹下桜）&ケルベロス（久川綾）（作曲・編曲）
  - こっちを向いて / 李苺鈴（野上ゆかな）（作詞・作曲）
  - 蒼い記憶 / 観月歌帆（篠原恵美）（作詞・作曲）
  - 西風の帰り道 / 木之本桜（丹下桜）（作詞・作曲・編曲）
- 松本梨香
  - ガーベラ（作曲）
- 五條真由美
  - もう一度エナジー（作曲）
- 安達祐実
  - 未来の花（作曲）